# Uncín
El río Uncín es un río costero del norte de España que discurre por el occidente del Principado de Asturias.

## Curso
El Uncín nace en Piedrasmalas, en el concejo de Cudillero. Atraviesa la localidad de Artedo y desemboca en el mar Cantábrico, en la Concha de Artedo, tras un recorrdido de unos 11,4 km. 
Sus afluentes principales son los ríos Ferrera y de Baxu. 

## Fauna
Según muestreos de pesca eléctrica acometidos entre los años 1997 y 2019, referencias bibliográficas y comunicaciones orales fidedignas, en el río Uncín se han detectado especímenes de anguila.